# Kenrickodes
Kenrickodes é um gênero de traça pertencente à família Arctiidae.